# Hobbseus cristatus
Hobbseus cristatus är en kräftdjursart som först beskrevs av Hobbs 1955.  Hobbseus cristatus ingår i släktet Hobbseus och familjen Cambaridae. IUCN kategoriserar arten globalt som otillräckligt studerad. Inga underarter finns listade i Catalogue of Life.